# Gieorgij Saks
Gieorgij Władimirowicz Saks, ros. Георгий Владимирович Сакс (ur. ?, zm. 6 listopada 1964 w Buenos Aires) – rosyjski wojskowy (pułkownik), emigracyjny działacz wojskowo-kombatancki, szef organizacji tyłów oddziału zaopatrzenia materialno-technicznego sztabu Sił Zbrojnych Komitetu Wyzwolenia Narodów Rosji pod koniec II wojny światowej.

## Życiorys
W 1905 r. ukończył korpus kadetów w Kijowie, zaś w 1909 Michajłowską Szkołę Artylerii w Petersburgu. Służył w lejbgwardii 3 Brygady Artylerii. 
Brał udział w I wojnie światowej, awansując do stopnia sztabskapitana. W 1918 r. wstąpił do wojsk Białych. W styczniu 1919 r. objął dowództwo baterii 3 Brygady Artylerii. Od marca tego roku dowodził Mieszanym Pułkiem Gwardii. Pod koniec kwietnia został dowódcą artylerii pułku. W lipcu objął dowództwo dywizjonu lejbgwardii 3 Brygady Artylerii. Od września na krótko dowodził improwizowanym oddziałem sformowanym z 2 Mieszanego Pułku Gwardii, po czym stanął na czele 3 Dywizjonu Mieszanej Brygady Artylerii Gwardii. W 1920 r. służył w sztabie III Korpusu Armijnego. Doszedł do stopnia pułkownika. W połowie listopada 1920 r. ewakuował się z Krymu do Gallipoli. Początkowo żył w Konstantynopolu, gdzie od 1921 r. był członkiem Klubu Morskiego. Następnie zamieszkał we Francji. Wstąpił do Narodowego Związku Pracujących (NTS). Prowadził odczyty i seminaria. Od 1937 r. działał w Związku Odnowicieli Pamięci Imperatora Mikołaja II. Po ataku wojsk niemieckich na ZSRR 22 czerwca 1941 r., został tłumaczem w Wehrmachcie. Pod koniec 1944 r. objął funkcję szefa organizacji tyłów oddziału zaopatrzenia materialno-technicznego sztabu Sił Zbrojnych Komitetu Wyzwolenia Narodów Rosji. 
Po zakończeniu wojny wyjechał do Argentyny. Współtworzył Rosyjski Ruch Wojskowo-Narodowy im. generalissimusa Suworowa. Przewodniczył Związkowi Rosyjskich Inwalidów Wojennych.